# Piecki (województwo pomorskie)
Piecki – osada kociewska w Polsce, położona w województwie pomorskim, w powiecie starogardzkim, w gminie Osiek w kompleksie leśnym Borów Tucholskich; administracyjnie podlega wsi Bukowiny. Została założona w 1993 roku uchwałą Radą Gminy Osiek. Znajduje się tam leśniczówka Leśna Jania, podlegająca pod Nadleśnictwo Lubichowo (Regionalna Dyrekcja Lasów Państwowych w Gdańsku).
W latach 1993–1998 miejscowość położona była w województwie gdańskim.